# Zdelov
Zdelov (německy Sdelow) je obec, která se nachází v okrese Rychnov nad Kněžnou v Královéhradeckém kraji. Žije zde 263 obyvatel.

## Historie
První písemná zmínka o obci pochází z roku 1342.

## Další fotografie

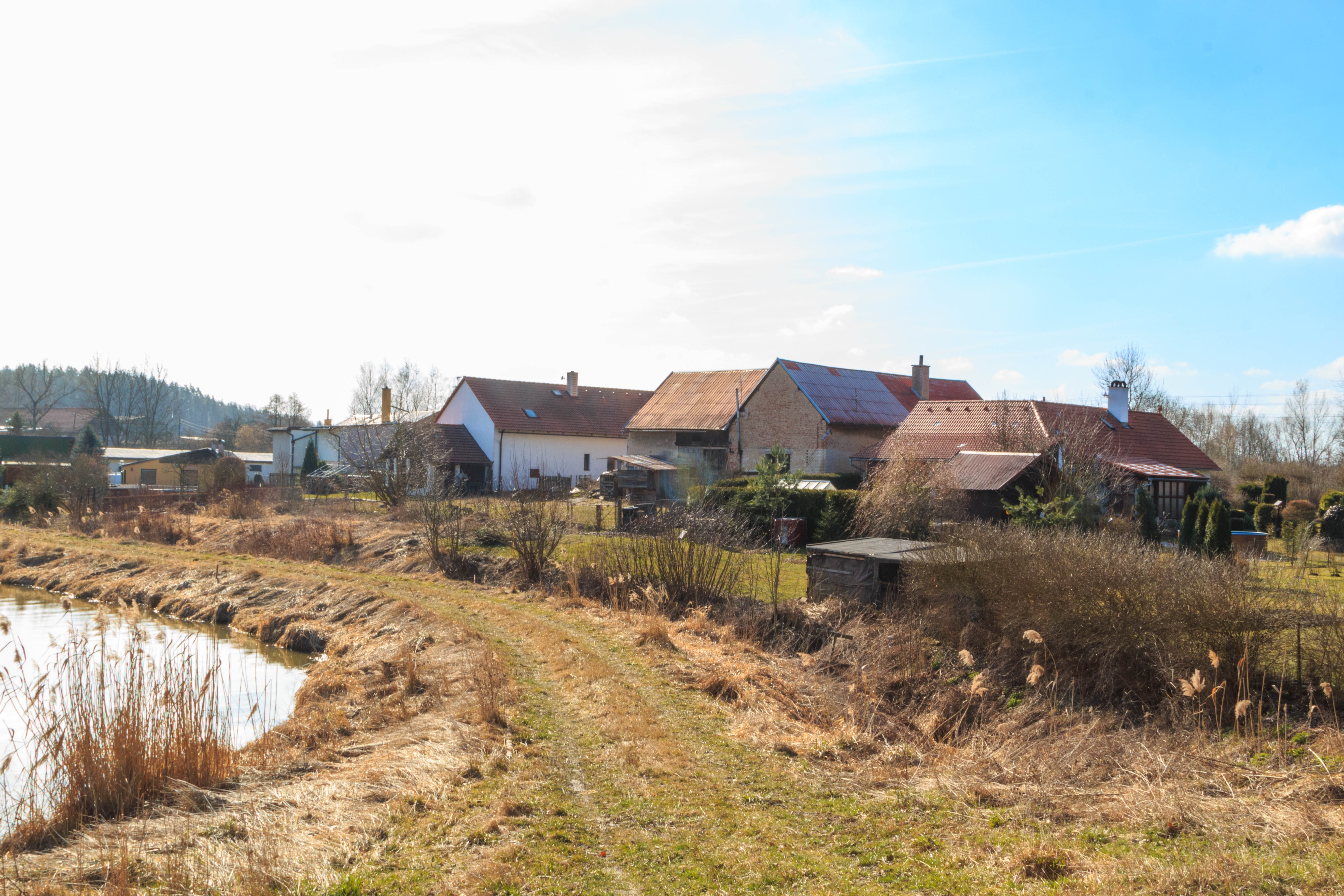
U rybníka
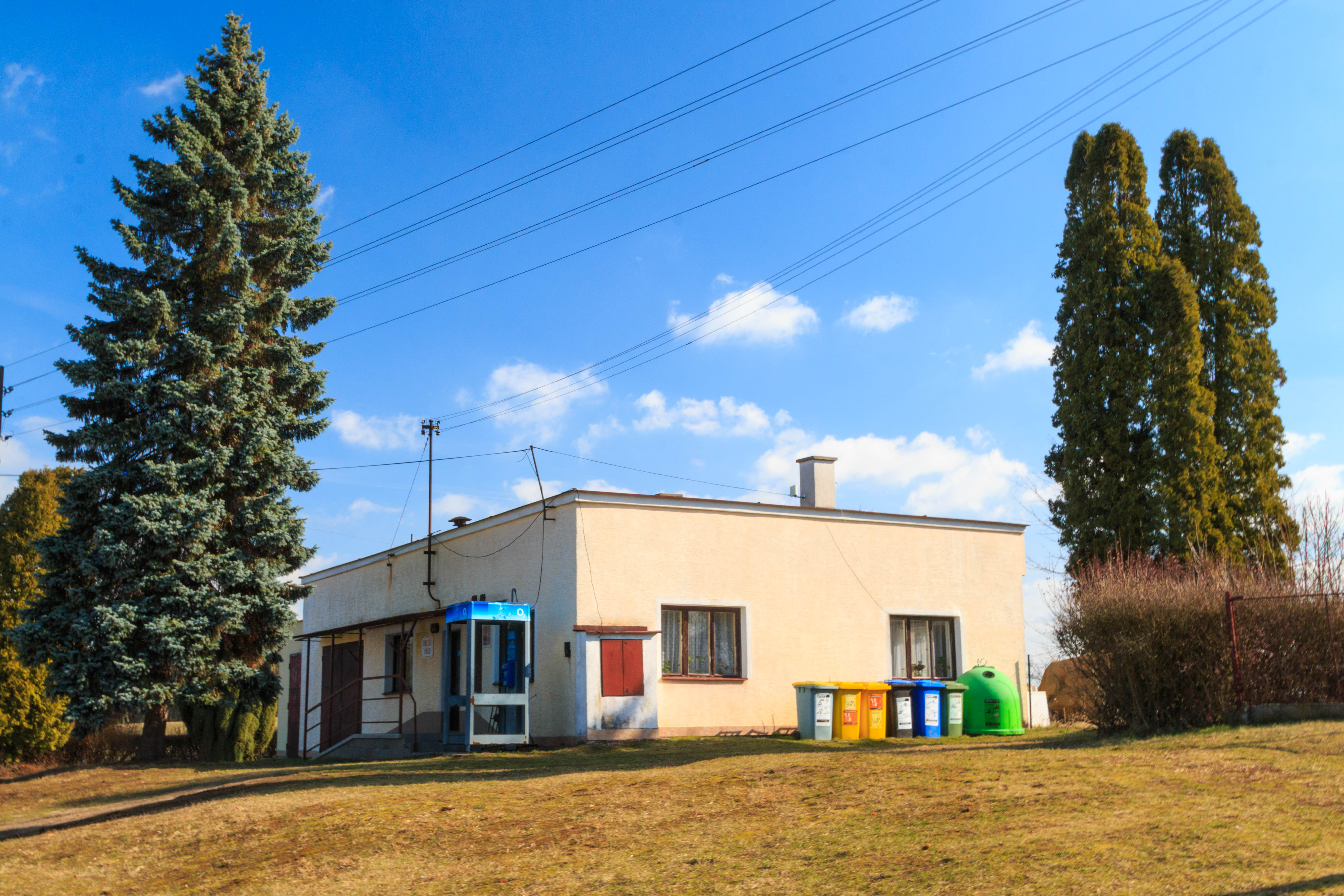
Obecní úřad
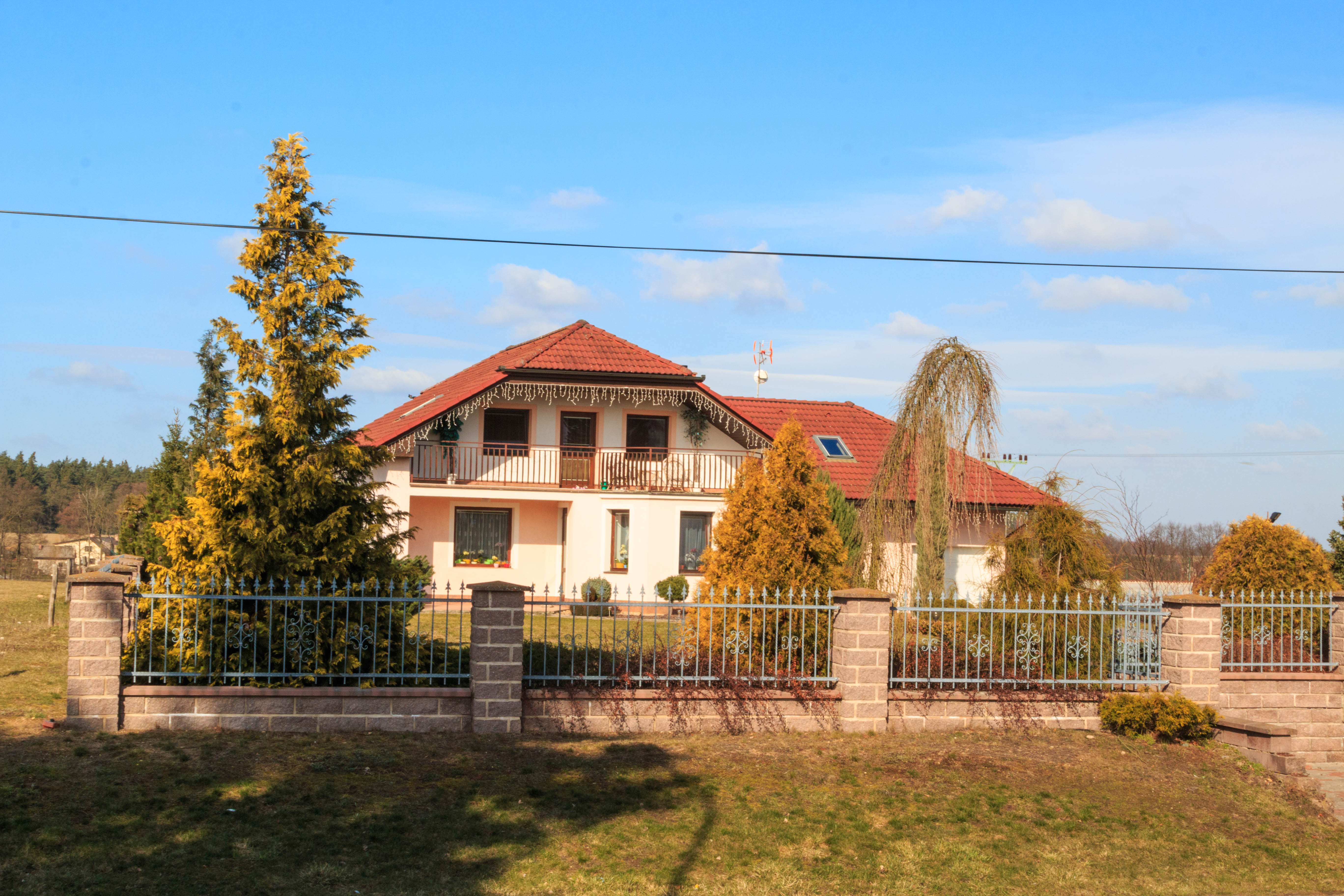
Čp. 35
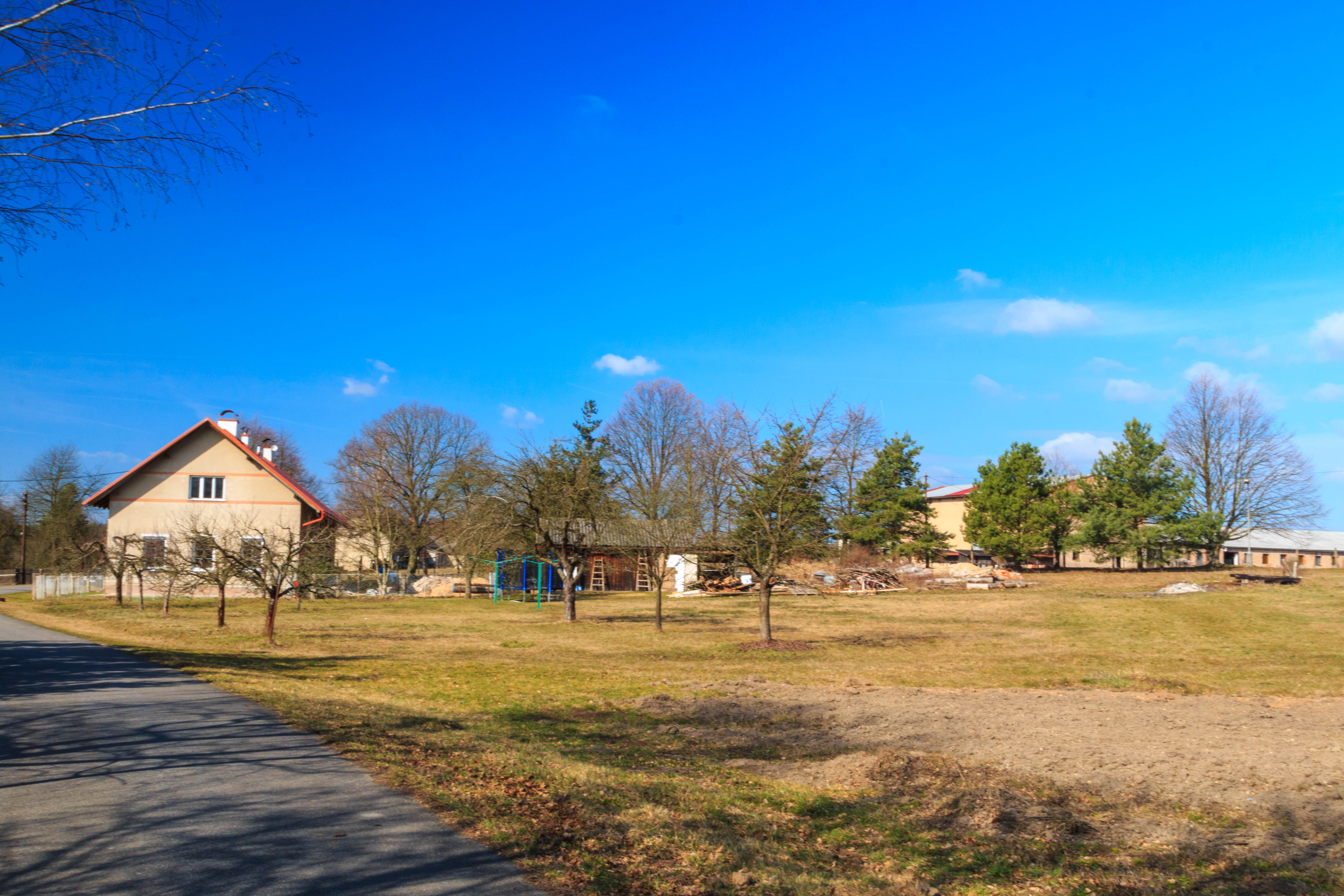
Čp. 74